# Голо бърдо (област)
Вижте пояснителната страница за други значения на Голо бърдо.
Голо бърдо (на албански: Golloborda или Gollobordë или Gollobërdë, на македонска литературна норма: Голо Брдо) е планинска историко-географска област в Източна Албания и западната част на Северна Македония, югозападно от град Дебър, населен основно от хора с българско и македонско национално съзнание – общо около 10 000 души българоговорещи, предимно мюсюлмани (около 90%) и малко християни.
В Голо бърдо има 23 (или 27) села. Двадесет и едно от тях са на територията на Албания и две (или шест) – на територията на Северна Македония.
Албанската част на областта е в общините Булкиза на област Дебър и Либражд на област Елбасан. Селата в Северна Македония са част от общините Дебър и Струга.

## Население
На територията на албанската част от Голо бърдо функционира дружеството „Просперитет Голо бърдо“, представляващо българската културна общност с председател Хаджи Пируши от село Стеблево. Самоопределящите се като българи в Република Албания от 2017 година са признати от албанската държава като българско национално малцинство.
Според преброяването от 2001 година населението на Голо бърдо е 8200 души с тенденция към намаляване. След 1990 година голяма част от местните жители се изселват в градовете Елбасан, Тирана, Драч и други. В Тирана изселените от Голо бърдо живеят компактно в квартала Кодра е Прифтит (Попово бърдо).
Част на населението на Голо бърдо има македонско национално съзнание. Тя е организирана в дружество „Мир“, чийто председател е преподавателят в Тиранския университет Кимет Фетаху и дружество „Мост“, чийто председател е Бесник Хасани. В Албания също е признато македонско малцинство, но за разлика от Мала Преспа, където имат статут на национално малцинство, в Голо бърдо населението няма малцинствен статут.